# آدم بنجامين
آدم بنجامين (بالإنجليزية: Adam Benjamin)‏ هو عازف جاز وعازف بيانو أمريكي، ولد في 1950.

## وصلات خارجية
- آدم بنجامين على موقع ميوزك برينز (الإنجليزية)
- آدم بنجامين على موقع ديسكوغز (الإنجليزية)